# مؤسسة محمد السادس للنهوض بالأعمال الاجتماعية للتربية والتكوين
مؤسسة محمد السادس للنهوض بالأعمال الاجتماعية للتربية والتكوين هي مؤسسة  اجتماعية مغربية ذات صفة عمومية غيـر ربحية، وتتمتع بشخصية معنوية واسـتقلال مالي، وهي تصنف ضمن المؤسسات والمقاولات العمومية الاستراتيجية في المغرب. أُعلن عن إحداث المؤسسة يوم عيد العرش، وذلك في خطاب العرش يوليو 2000، وتخضع للقانون التنظيمي 73.00  الصادر يوم 11 جمادى الأولى  1422 الموافق لـ 1 أغسطس 2001. يقع مقر المؤسسة الاجتماعي في العاصمة الرباط. يشرف الملك محمد السادس على المؤسسة، ويسهر على حكامتها الرئيس الحالي يوسف البقالي إضافة إلى اللجنة المديرية.

## الأهداف
تعمل المؤسسة على تحسين الظروف الاجتماعية للمنخرطين العاملين في قطاع التربية والتكوين، وتقوم في هذا الصدد بتوفير وتطوير مجموعة من الخدمات في المجالات التي تعتبرها المؤسسة ذات أولوية: الصحة، السكن، الثقافة، السفر والترفيه. كما تقدم للمنخرطين وسائل وحلولا رقمية للولوج إلى هذه الخدمات.

مبنى مقر مؤسسة محمد السادس للنهوض بالأعمال الاجتماعية للتربية والتكوين

لتحقيق الأهداف المرجوة، تقوم المؤسسة بعقد شراكات واتفاقيات تعاون مع الهيئات والمنظمات والمراكز التي تشاطرها نفس الرؤية.

## بعض نشاطات المؤسسة
تقوم المؤسسة بتقديم الخدمات للمنخرطين في مجالات تدخل رئيسية: الاحتياط الاجتماعي، المساعدة على السكن، الثقافة والتربية والتكوين، السفر والترفيه.
كما تقدم المؤسسة نشاطات دعم للمنخرضين فيها، مثل خدمة نافذة 2 الذي يهدف إلى توفير أدوات التكنولوجيا للأساتذة والتابعين لقطاع التربية والتكوين بالمغرب، عن طريق دعم مالي قدره 2000 درهما مغربيا.

### الاحتياط الاجتماعي
تضع المؤسسة نظاما للاحتياط الاجتماعي لفائدة المنخرطين، يتألف من تغطية صحية تكميلية، تأمين للمساعدة والنقل الصحي بالمغرب والخارج، صندوق للدعم الصحي.

### المساعدة على السكن
تقترح المؤسسة ثلة من الآليات لمساعدة موظفي قطاع التربية والتكوين على اقتناء أو بناء سكن رئيسي. وقد أطلقت المؤسسة برنامج المساعدة على السكن المسمى «فوغاليف» في سنة 2003. استمر برنامج «فوغاليف» إلى سنة 2019، حيث أطلقت المؤسسة برنامجا جديدا للمساعدة على السكن يحمل اسم "امتلاك".

### الثقافة، التربية والتكوين
ترعى المؤسسـة المبادرات المتعلقة بالثقافة والتربية، وتقوم بتوفير منحة مالية لأبناء المنخرطين المتفوقين في الباكالوريا والأبناء المتمدرسين في التعليم الأولي. كما تقوم ببناء وتجهيز مدارس للتعليم الأولي، منشآت ثقافية، وأروقة فنية للعرض.

### السفر والترفيه
تقدم المؤسسة للمنخرطين خدمات تشمل الولوج إلى النوادي السوسيورياضية ومراكز الاصطياف، والاستفادة من تخفيضات على تذاكر القطارات، والمساعدة على أداء مناسك الحج.

## فروع المؤسسة
تتوفر المؤسسة على شبكة من الفروع في جهات المغرب، وتطلق المؤسسة على هذه الفروع اسم "الوحدات الإدارية الجهوية". توجد فروع المؤسسة في المدن التالية: الحسيمة، القنيطرة، فاس، مكناس، الدار البيضاء، طنجة، تطوان، سطات، وجدة، بني ملال، مراكش، أكادير، الراشيدية، كلميم، العيون، الداخلة.

## خلفية تاريخية
- حزيران 2000: الإعلان عن إحداث المؤسسة في خطاب العرش[22]

- أغسطس 2001: المصادقة على القانون رقم 73.00 القاضي بإحداث وتنظيم المؤسسـة.
- تشرين الأول 2001: تعيين[23] الملك محمد السادس للمرحوم عبد العزيز مزيان بلفقيه، رئيسا للمؤسسة.

- حزيران 2002: انطلاق أنشطة المؤسسة[24] وإطلاق أولى خدماتها.
- شباط 2006: تعديل القانون رقم 73.00 [25] بالقانون رقم 05-09  لتمكيـن المتقاعديـن وذوي حقـوق المتوفين[26] والموظفـين الملحقيـن بإدارات التربيـة والتكوين مـن خدمـات المؤسسـة.
- آذار 2010: مراجعـة القانـون 73.00[27] القاضي بإحـداث وتنظيم المؤسسة بالقانون 03.10 من أجل توسـيع مهام المؤسسة ومجالات تدخلها.

- نيسان 2015: تصنيف المؤسسـة ضمن المؤسسـات والمقـاولات العمومية الاستـراتيجية.[28]

- نيسان 2018: تعيين[29] الملك محمد السادس ليوسف البقالي[30]، رئيسا للمؤسسة.

## وصلات خارجية
- الموقع الرسمي